# Четиринадесети артилерийски полк
Четиринадесети артилерийски полк е български артилерийски полк, взел участие в Първата световна война (1915 – 1918) и Втората световна война (1941 – 1945).

## История
Полкът е формиран в София съгласно поверително предписание на началника на 1-ва пехотна софийска дивизия №1175 от 11 септември 1915 година. Състои се от щаб, две отделения, нестроеви и парков взвод. Влиза в състава на 1-ва пехотна софийска дивизия (1-ва армия). Взема участие във втората фаза на Първата световна война. На 31 август 1919 г. е разформирован, като кадърът му се превежда в 4-ти артилерийски полк.
При намесата на България във войната полкът разполага със следния числен състав, добитък, обоз и въоръжение:
| Числен състав                                       | Добитък              | Обоз                                      | Въоръжение                       |
| --------------------------------------------------- | -------------------- | ----------------------------------------- | -------------------------------- |
| Офицери: 18 Чиновници: 2 Подофицери и войници: 1148 | Коне: 914 Волове: 14 | Обикновени: 134 Товарни: 161 Специални: 1 | Оръдия: 20 Пушки и карабини: 144 |

По време на Втората световна война (1941 – 1945) повторно е формиран в София на 29 юни 1941, съгласно поверително писмо №8875 от щаба на войската. Влиза в състава на 14-а пехотна вардарска дивизия и носи наименованието Четиринадесети дивизионен артилерийски полк и се установява на гарнизон в Скопие. На 8 септември 1944 г. започва изтеглянето си за България, като се сражава с отстъпващите германски части. Дванадесет дена по-късно в Кюстендил е разформирован.
| Списък на загиналите бойци от полка по време на Втората световна война | Списък на загиналите бойци от полка по време на Втората световна война | Списък на загиналите бойци от полка по време на Втората световна война | Списък на загиналите бойци от полка по време на Втората световна война | Списък на загиналите бойци от полка по време на Втората световна война | Списък на загиналите бойци от полка по време на Втората световна война | Списък на загиналите бойци от полка по време на Втората световна война | Списък на загиналите бойци от полка по време на Втората световна война |
| №                                                                      | Звание                                                                 | Име                                                                    | Набор                                                                  | Месторождение                                                          | Дата на смъртта                                                        | Къде е загинал                                                         | Къде е погребан                                                        |
| ---------------------------------------------------------------------- | ---------------------------------------------------------------------- | ---------------------------------------------------------------------- | ---------------------------------------------------------------------- | ---------------------------------------------------------------------- | ---------------------------------------------------------------------- | ---------------------------------------------------------------------- | ---------------------------------------------------------------------- |
| 1.                                                                     | редник                                                                 | Асен Петров Белчин                                                     | 1908                                                                   | с. Сливница                                                            | 9 юли 1944                                                             | 14-а дивизионна болница, Югославия                                     | Скопие, Югославия                                                      |
| 2.                                                                     | подофицер                                                              | Георги Илиев Вълков                                                    | 1916                                                                   | с. Краево                                                              | 10 ноември 1944                                                        | Скопие                                                                 | Скопие                                                                 |
| 3.                                                                     | редник                                                                 | Иван Николов Вачков                                                    | 1915                                                                   | с. Долна Рикса                                                         | 13 август 1941                                                         | Скопие                                                                 | Скопие                                                                 |
| 4.                                                                     | редник                                                                 | Петър Христов Милков                                                   | 1904                                                                   | с. Момино                                                              | 5 август 1941                                                          | болницата на 14-и дивизионен артилерийски полк                         | Скопие                                                                 |
| 5.                                                                     | кандидат-подофицер                                                     | Рачо Ненов Лазаров                                                     | 1921                                                                   | с. Желез                                                               | 15 юни 1944                                                            | Гърделица, Македония                                                   | Гърделица, Македония                                                   |
| 6.                                                                     | редник                                                                 | Цаню Василев Иванов                                                    | 1906                                                                   | с. Раданово                                                            | 22 ноември 1944                                                        | Александровска болница, психиатрична клиника, София                    | с. Раданово, Великотърновска                                           |

## Наименования
През годините полкът носи различни имена според претърпените реорганизации:
- Четиринадесети артилерийски полк (11 септември 1915 – 31 август 1919)
- Четиринадесети дивизионен артилерийски полк (29 юни 1941 – 8 септември 1944)

## Командири
- Подполковник (полковник от 14 февруари 1916) Марин Друмев (1915 – 1918 г.)